# Szakin mati
Szakin mati (akad. šakin māti, sum. lúgar.kur, tłum. „gubernator kraju”) – w starożytnej Asyrii tytuł noszony przez gubernatorów Aszur. 
W Asyryjskiej kronice eponimów wymieniani są następujący gubernatorzy Aszur noszący ten tytuł:
- Ilu-issija – pełnił urząd limmu (eponima) w 804 r. p.n.e.[3][4];
- Pan-Aszur-lamur – pełnił urząd limmu (eponima) w 776 r. p.n.e.[3][5];
- Adad-belu-ka’’in – pełnił urząd limmu (eponima) w 748 i 738 r. p.n.e.[3][6]